# ヴェイネル・レオー
ヴェイネル・レオー（Weiner Leó [ˈvɛjner ˌleoː], 1885年4月16日 ブダペスト - 1960年9月13日 ブダペスト）はハンガリー出身の作曲家。

## 経歴
1901年から1906年までブダペスト音楽アカデミーにてハンス・ケスラーに師事。その後は歌劇場のコレペティトールを務めた後、1908年よりブダペスト音楽高等学校で作曲ならびに室内楽の教授に就任。著名な門人にアンタル・ドラティ、アンダ・ゲーザ、クルターグ・ジェルジュらがいる。管弦楽のための5つのディヴェルティメントや交響詩、2つのヴァイオリン協奏曲、ピアノ協奏曲やピアノ小品などがある。音楽教育に関する著作も残した。トランシルヴァニアの民俗音楽やフランス印象主義音楽の影響を受けながらも、簡潔な構成と旋律的・和声的な魅力を失わず、独自の新鮮な作風をとる。